# Karl von Perfall
Karl August Franz Sales Freiherr von Perfall (Múnic, 29 de gener de 1824 - 15 de gener de 1907) fou un compositor alemany del Romanticisme.
Primerament estudià Dret, però des de 1849 es dedicà a la música sota la direcció de Hauptmann. El 1851 s'encarregà de la direcció de ?Liedertafel, de Múnic, i el 1854 fundà l'Oratorienverein. Nomenat el 1855 cambrer de palau i el 1864 intendent musical d'aquest, el 1867 s'encarregà de la direcció del Teatre Reial, el 1869 fou intendent de teatre i el 1872 intendent general.
A més d'altres treballs sense importància, va compondre la música per als drames Barbarossa (1849), Prinz Karneval (1850), i Frühling im Winter (1851), així com les òperes:
- Doruröschen, (1858),
- Undine (1859),
- Rübezahl (1860),
- Esther, Der Friede (1871),
- Sakuntala (1853),
- Das Konterfei (1863),
- Raimondin (1881),
- Junker Heinz (1886).

També es dedicà a la crítica, i va escriure: Ein Beitrag zur Gesch, der königlichen Theater in München 1867-1892 (Múnic, 1894), Bierbaum, 26 Jahre Münchener Hoftheater geschichte (Múnic, 1892), i Die Entwickelung des modernen Theaters (1899).